# Eens als de bazuinen klinken

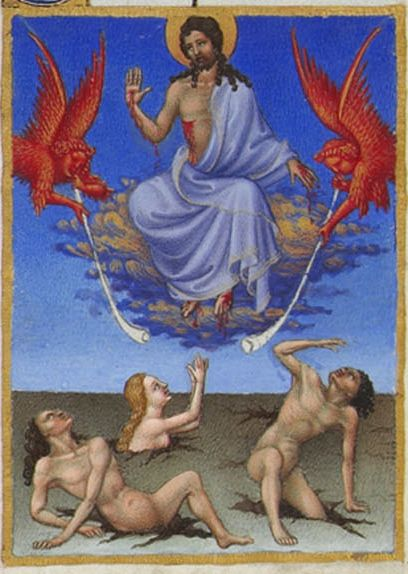

Eens als de bazuinen klinken is een kerkelijk lied waarvan de tekst is geschreven door de rooms-katholieke priester Tom Naastepad. Het lied is als gezang 300 opgenomen in het Liedboek voor de Kerken.
Het lied bezingt de Dag des Oordeels en zet, in soms lastig te duiden strofen (zouden wij niet haastig eten / gaandeweg hem tegemoet), de christengemeenschap aan tot het treffen van passende voorbereidingen op die dag. 
Het lied is vooral populair in kringen van de reformatie. In katholieke kring wordt het, hoewel opgenomen in Gezangen voor Liturgie, zelden gezongen. De tekstdichter zelf was dan ook een katholiek priester die in zijn optreden vooral de oecumene nastreefde en die, na zijn dood, werd getypeerd als iemand die theologisch, spiritueel en ook qua kerk- en ambtsvisie zoveel dichter bij [de reformatie] leek te staan.
Toen het lied wekenlang een topnotering kende in het toen populaire EO-programma EO's Muzikale Fruitmand, veroorloofde de tekstdichter het zich naar zijn eigen lied te verwijzen als Eens als de ajuinen stinken.